# Spinimegopis ishigakiana
Spinimegopis ishigakiana är en skalbaggsart som först beskrevs av Yoshinaga och Nakayama 1972.  Spinimegopis ishigakiana ingår i släktet Spinimegopis och familjen långhorningar. Inga underarter finns listade i Catalogue of Life.